# Домінікська лейбористська партія
Домінікська лейбористська партія (англ. Dominica Labour Party) — соціал-демократична політична партія у Домініці.

## Історія
Партію було створено 1951 року Філлісом Шендом Олфрі, вона є найстарішою в країні.
За результатами виборів 5 травня 2005 року партія отримала 12 місць у парламенті.